# 池野心
池野 心（いけの こころ、1985年7月2日 - ）は、日本のAV女優。
東京都出身。血液型：O型 、身長：165cm （のちに170cm）、スリーサイズ：B86・W60・H83 、Dカップ。

## 略歴
2005年にAVデビュー。イオンプロモーションに所属した。
2006年に引退。

## 作品

### アダルトビデオ
- Debut〜デビュー〜（2005年1月8日、プレステージ）
- ハジメテダカラデキルコト（2005年2月5日、プレステージ）
- アタックナンバーファック（2005年3月4日、プレステージ）
- 強淫絶頂（2005年4月15日、プレステージ）
- DIVA（2005年9月13日、MOODYZ）
- 本当は170.1cm池野心が『デブ好き宣言』 〜おデブの女神2〜（2005年10月5日、イエロー）
- 痴女教師とM女子校生（2005年10月28日、メディアバンク）
- 高身長170.1cmヤバかわいい池野心はいじめられると本当に感じて興奮して絶頂を迎えるのか？（2005年11月5日、イエロー）
- 超ドアップまんこアングル（2005年12月13日、MOODYZ）
- 凌辱学園（2006年1月13日、MOODYZ）
- イカセまくりファック（2006年2月13日、MOODYZ）
- ウルトラデジモ＆W高身長痴女（2006年3月19日、クロス）共演:綾乃梓
- 女子校生3姉妹（2006年7月1日、アイデアポケット）共演:紗月結花、渡瀬安奈